# Казимир Пуласький
Казімеж Міхал Владислав Віктор Пуласький, або Казімеж Пуласкі (пол. Kazimierz Michał Władysław Wiktor Pułaski, англ. Casimir Pulaski; 4 березня 1746 — 11 жовтня 1779) — польський шляхтич з роду Пулаських, урядник, учасник боротьби за свободу двох народів — польського та американського, генерал континентальної армії під час війни за незалежність США. Почесний громадянин США.

## Біографія

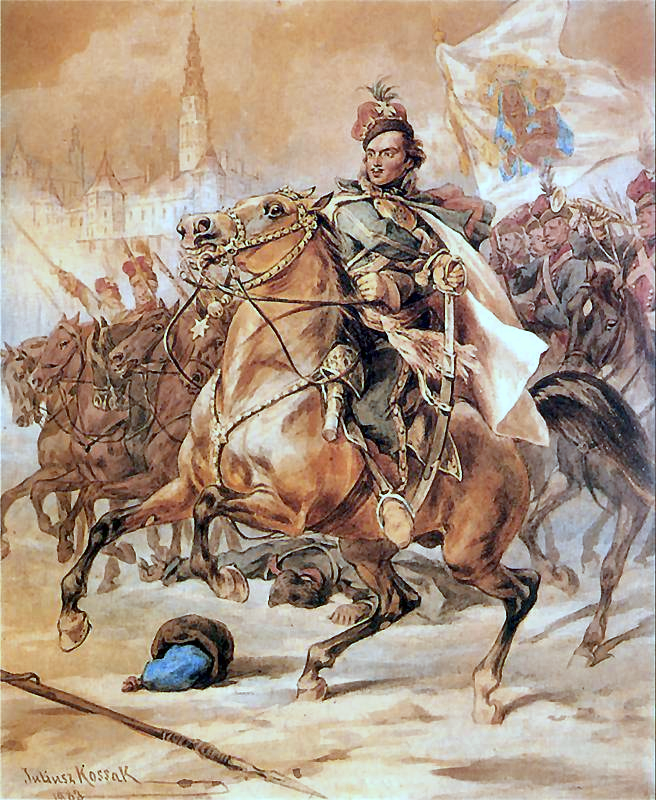
К.Пуласький під Ченстоховою. Автор Юліуш Коссак, 1883 р.

Походив з польського шляхетського роду Пулаських гербу Слєповрон. Був старшим сином варецького старости, співорганізатора Барської конфедерації Юзефа Пуласького. Мати — Маріанна Зелінська. Був охрещений ґрабовським пробощом (католицький ксьондз) Теодором Біннером в палаці Чорторийських у Варшаві.
У 19 років Пуласький вступив на військову службу. Разом з батьком і братами Франциском Ксаверієм й Антонієм став одним з ініціаторів Барської конфедерації. Під час оборони Ченстохови в 1770–1771 роках проявив себе талановитим полководцем і прославився на всю Європу. Однак у 1772 році, після поразки конфедератів, був змушений тікати спочатку в Туреччину, а потім до Франції.
Наприкінці 1775 року Пуласький зустрівся в Парижі з Бенджаміном Франкліном і Сайласом Діном, які умовили його допомогти американцям у їхній війні за незалежність від Великої Британії.
Франклін дав Пулаському рекомендаційний лист, в якому підносив його відому на всю Європу відвагу при захисті свободи своєї країни. З цим листом за фінансової допомоги С. Діна Пуласький прибув в липні 1777 року в Америку. Він приєднався до військ Джорджа Вашингтона незадовго до битви при Брендівайні (11 вересня 1777 року).
Пуласький справив гарне враження на Вашингтона, був призначений бригадним генералом, командувачем кіннотою. Кавалерія під його командуванням, яку незабаром стали називати Легіоном Пуласького, брала участь в битві при Джермантауні в жовтні 1777 року. Він відзначився протягом усього періоду революції, в першу чергу, коли він врятував життя Джорджа Вашингтона.
9 жовтня 1779 Пуласький повів Легіон в наступ під Саванною в Джорджії. Під час атаки був поранений в поперек і помер через два дні, не приходячи до тями. Спочатку вважали, що тіло не були в змозі транспортувати до берега через високу температуру повітря і поклали в море з корабля «Оса», а 21 жовтня 1779 в Чарлстоуні відбулось символічне поховання. На плантації в Савані у в 1996 році під час археологічних досліджень виявили труну з написом «бригадний генерал Казимир Пуласкі» Похорони відбулися 9 жовтня 2005.
Хоча він під час війни за незалежність США зазнав більше поразок, ніж здобув перемог, і не зміг прищепити американцям свої ідеї щодо організації кавалерії, закладені ним принципи з часом прижилися в американській армії. Оскільки він був першим командувачем кінними частинами армії США, його називають «Батьком американської кавалерії», назва яка пішла від його соратника Міхала Ковача.

## Вшанування пам'яті
У 2009 році Конгрес США присвоїв йому звання почесного громадянина США. Його пам'ятають як героя, який боровся за незалежність і свободу як в Польщі, так і в Сполучених Штатах. Численні місця і події названо на його честь, встановлено пам'ятники і він відзначається багатьма творами мистецтва. Наприклад форт на о. Кокспер поблизу Саванни, військовий підводний човен, кораблі, казарми військової бази у Німеччині, залізниці, мости, парки, вулиці, автомагістралі, озеро у Міннесоті, навчальні заклади, адміністративні одиниці — міста, села, округи штатів Пуласкі.
Пуласкі є одним із восьми осіб, удостоєним звання почесного громадянина Сполучених Штатів.
До дня народження героя американської революції встановлено свято День Казіміра Пуласького в перший понеділок березня. В 1929 р. конгресом встановлено день пам'яті генерала Пуласького 11 жовтня. У неділю перед днем пам'яті у м. Нью-Йорк проводиться парад до дня Пуласького. В Мічигані проводиться триденний фестиваль Дні Пуласького.